# Klamath National Forest

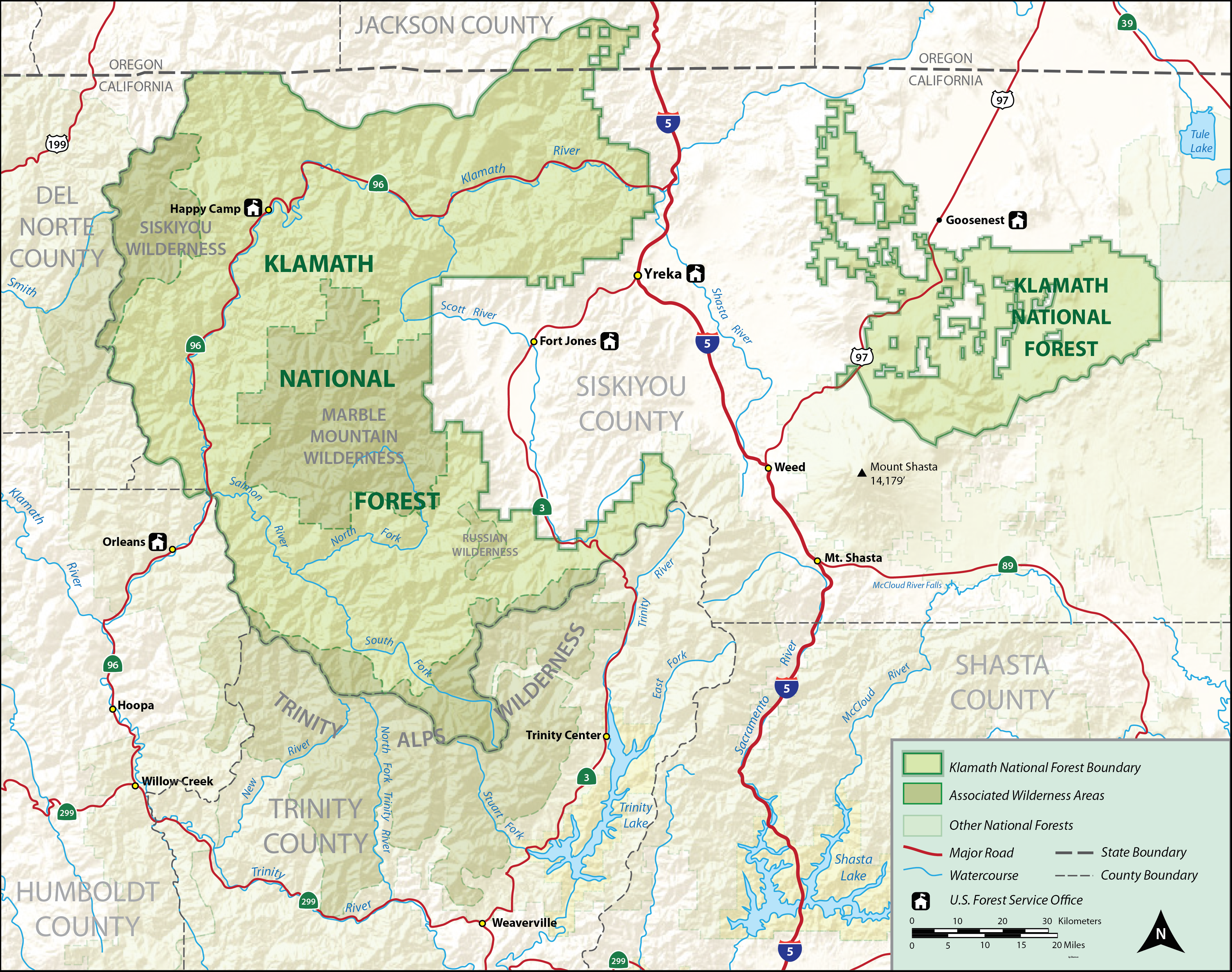
kaart van Klamath National Forest

Klamath National Forest is een 'national forest', een beschermd bosgebied, in de Klamath Mountains in het westen van de Verenigde Staten. Het natuurgebied beslaat zo'n 7.033 km², waarvan het merendeel in Siskiyou County in  Californië ligt en een klein deel (1,5%) in Jackson County in Oregon. Klamath National Forest bestaat uit een oostelijk en westelijk deel, die van elkaar gescheiden worden door de Shasta Valley en Interstate 5. Het 'national forest' werd op 6 mei 1905 opgericht.